# Afroredon katanganus
Afroredon katanganus là một loài bọ cánh cứng trong họ Bruchidae. Loài này được Decelle miêu tả khoa học năm 1965.